# Puchar Ameryki Południowej w narciarstwie alpejskim
Puchar Ameryki Południowej w narciarstwie alpejskim – coroczna impreza przeprowadzana przez Międzynarodową Federację Narciarską w Ameryce Południowej w narciarstwie alpejskim. Pierwsza jej edycja odbyła się w 1994. Zawody rozgrywane są we wszystkich konkurencjach alpejskich – slalomie, slalomie gigancie, zjeździe, supergigancie i kombinacji alpejskiej. W całej swej historii odbywały się w andyjskich kurortach Argentyny i Chile, takich jak: Cerro Castor, Chapelco, Cerro Catedral, Valle Nevado, El Colorado, La Parva, Las Leñas i Nevados De Chillan.
Najbardziej utytułowanymi zawodnikami zwyciężającymi w zawodach Pucharu Ameryki Południowej są Argentyńczycy María Belén Simari Birkner wśród kobiet i Cristian Javier Simari Birkner wśród mężczyzn.

## Medaliści Pucharu Ameryki Południowej w narciarstwie alpejskim

### Kobiety
| Sezon | 1. miejsce                 | 2. miejsce                               | 3. miejsce                 |
| ----- | -------------------------- | ---------------------------------------- | -------------------------- |
| 1994  | Carola Calello             | Gabriela Quijano                         | Francisca Steverlynk       |
| 1995  | Carola Calello             | Arantxa Cruz Schroch                     | Dominique Ezquerra         |
| 1997  | Carola Calello             | Mojca Suhadolc                           | María Belén Simari Birkner |
| 1999  | María Belén Simari Birkner | Carola Calello                           | Julie Duvillard            |
| 2000  | María Belén Simari Birkner | Macarena Simari Birkner                  | Miriam Vázquez             |
| 2001  | María Belén Simari Birkner | Macarena Simari Birkner                  | Marina Romero              |
| 2002  | María Belén Simari Birkner | Macarena Simari Birkner                  | Julie Duvillard            |
| 2003  | María Belén Simari Birkner | Macarena Simari Birkner                  | Julie Duvillard            |
| 2004  | María Belén Simari Birkner | Macarena Simari Birkner Veronica Gandini | –                          |
| 2005  | María Belén Simari Birkner | Macarena Simari Birkner                  | Alexandra Coletti          |
| 2006  | María Belén Simari Birkner | Macarena Simari Birkner                  | Noelle Barahona            |
| 2007  | María Belén Simari Birkner | Benedetta Cumani                         | Martina Boselli            |
| 2008  | Macarena Simari Birkner    | María Belén Simari Birkner               | Mirena Küng                |
| 2009  | María Belén Simari Birkner | Macarena Simari Birkner                  | Aurélie Marchand           |
| 2010  | María Belén Simari Birkner | Benedetta Cumani                         | Macarena Simari Birkner    |
| 2011  | María Belén Simari Birkner | Macarena Simari Birkner                  | Noelle Barahona            |
| 2012  | María Belén Simari Birkner | Macarena Simari Birkner                  | Noelle Barahona            |
| 2013  | Nicol Gastaldi             | Noelle Barahona                          | Julietta Quiroga           |
| 2014  | Noelle Barahona            | Salomé Báncora                           | Jéromine Géroudet          |
| 2015  | Noelle Barahona            | Macarena Simari Birkner                  | Cara Brown                 |
| 2016  | Ester Ledecká              | Macarena Simari Birkner                  | Noelle Barahona            |
| 2017  | Noelle Barahona            | Macarena Simari Birkner                  | Núria Pau                  |
| 2018  | Macarena Simari Birkner    | Francesca Baruzzi Farriol                | Mialitiana Clerc           |

### Mężczyźni
| Sezon | 1. miejsce                     | 2. miejsce                     | 3. miejsce                        |
| ----- | ------------------------------ | ------------------------------ | --------------------------------- |
| 1994  | Carlos Manuel Bustos           | Gáston Begue                   | Mariano Puricelli                 |
| 1995  | Carlos Manuel Bustos           | Jürgen Hasler                  | Max Rauffer                       |
| 1997  | Cristian Javier Simari Birkner | Carlos Manuel Bustos           | Paul Accola                       |
| 1999  | Cristian Javier Simari Birkner | Agustín García Jurjo           | Nicolas Arsel                     |
| 2000  | Cristian Javier Simari Birkner | Aymeric Simon                  | Thomas Grob                       |
| 2001  | Cristian Javier Simari Birkner | Nicolas Arsel                  | Christophe Saioni                 |
| 2002  | Cristian Javier Simari Birkner | Nicolas Burtin Antoine Tissot  | –                                 |
| 2003  | Zachary Brown                  | Facundo Aguirre                | Jorge Mandrú                      |
| 2004  | Cristian Javier Simari Birkner | Alex Antor                     | Casey Puckett                     |
| 2005  | Cristian Javier Simari Birkner | Jorge Mandrú                   | Christophe Roux                   |
| 2006  | Cristian Javier Simari Birkner | Jorge Mandrú                   | Adrien Théaux                     |
| 2007  | Cristian Javier Simari Birkner | Jorge Mandrú                   | Andrej Šporn                      |
| 2008  | Cristian Javier Simari Birkner | Jorge Mandrú                   | Joe Swensson                      |
| 2009  | Cristian Javier Simari Birkner | Rafael Anguita                 | Sebastiano Gastaldi               |
| 2010  | Cristian Javier Simari Birkner | Sebastiano Gastaldi            | Jorge Mandrú                      |
| 2011  | Cristian Javier Simari Birkner | Sebastiano Gastaldi            | Geoffrey Mattel                   |
| 2012  | Cristian Javier Simari Birkner | Sebastiano Gastaldi            | Jorge Francisco Birkner Ketelhohn |
| 2013  | Cristian Javier Simari Birkner | Josef Ferstl                   | Natko Zrnčić-Dim                  |
| 2014  | Klemen Kosi                    | Ondřej Bank                    | Andrej Šporn                      |
| 2015  | Klemen Kosi                    | Josef Ferstl                   | Natko Zrnčić-Dim                  |
| 2016  | Josef Ferstl                   | Klemen Kosi                    | Martin Čater                      |
| 2017  | Marko Vukićević                | Sebastiano Gastaldi            | Klemen Kosi                       |
| 2018  | Klemen Kosi                    | Cristian Javier Simari Birkner | Marko Vukićević                   |

## Zwycięzcy według konkurencji

### Kobiety
| Sezon | Klasyfikacja generalna     | Zjazd                  | Supergigant                                 | Slalom gigant                             | Slalom                                             | Superkombinacja            |
| ----- | -------------------------- | ---------------------- | ------------------------------------------- | ----------------------------------------- | -------------------------------------------------- | -------------------------- |
| 1994  | Carlos Manuel Bustos       | –                      | Carlos Manuel Bustos                        | Carlos Manuel Bustos                      |                                                    |                            |
| 1994  | Carola Calello             | –                      | –                                           | Carola Calello                            | Arantxa Cruz Schroch                               | –                          |
| 1995  | Carola Calello             | Mélanie Turgeon        | Miriam Vogt Tanja Schneider                 | Carola Calello Dominique Ezquerra         | Arantxa Cruz Schroch                               | –                          |
| 1997  | Carola Calello             | Mojca Suhadolc         | Alison Powers                               | Carola Calello                            | –                                                  | –                          |
| 1999  | María Belén Simari Birkner | –                      | –                                           | María Belén Simari Birkner                | Veronika Zuzulová                                  | –                          |
| 2000  | María Belén Simari Birkner | Libby Ludlow           | María Belén Simari Birkner                  | María Belén Simari Birkner                | María Belén Simari Birkner Macarena Simari Birkner | –                          |
| 2001  | María Belén Simari Birkner | Stefanie Schuster      | María Belén Simari Birkner                  | María Belén Simari Birkner                | María Belén Simari Birkner                         | –                          |
| 2002  | María Belén Simari Birkner | Carolina Ruiz Castillo | Carolina Ruiz Castillo                      | María Belén Simari Birkner                | Macarena Simari Birkner                            | –                          |
| 2003  | María Belén Simari Birkner | –                      | Carolina Ruiz Castillo Maria José Rienda    | María Belén Simari Birkner                | María Belén Simari Birkner                         | –                          |
| 2004  | María Belén Simari Birkner | –                      | Chirine Njeim                               | Veronica Gandini                          | María Belén Simari Birkner                         | –                          |
| 2005  | María Belén Simari Birkner | Carolina Ruiz Castillo | Carolina Ruiz Castillo                      | María Belén Simari Birkner                | Macarena Simari Birkner Alexandra Coletti          | –                          |
| 2006  | María Belén Simari Birkner | Geneviève Simard       | Noelle Barahona                             | María Belén Simari Birkner                | María Belén Simari Birkner                         | –                          |
| 2007  | María Belén Simari Birkner | Benedetta Cumani       | Benedetta Cumani                            | María Belén Simari Birkner                | María Belén Simari Birkner                         | Martina Boselli            |
| 2008  | Macarena Simari Birkner    | Georgia Simmerling     | –                                           | Macarena Simari Birkner                   | Macarena Simari Birkner                            | Macarena Simari Birkner    |
| 2009  | María Belén Simari Birkner | Aurélie Marchand       | Jéromine Géroudet Aurélie Marchand          | María Belén Simari Birkner                | María Belén Simari Birkner                         | Sabrina Fanchini           |
| 2010  | María Belén Simari Birkner | Benedetta Cumani       | María Belén Simari Birkner Benedetta Cumani | María Belén Simari Birkner                | María Belén Simari Birkner Macarena Simari Birkner | María Belén Simari Birkner |
| 2011  | María Belén Simari Birkner | Aleksandra Prokopjewa  | Aleksandra Prokopjewa                       | María Belén Simari Birkner                | María Belén Simari Birkner                         | –                          |
| 2012  | María Belén Simari Birkner | Aleksandra Prokopjewa  | Macarena Simari Birkner Anastasija Kiedrina | María Belén Simari Birkner                | María Belén Simari Birkner                         | –                          |
| 2013  | Nicol Gastaldi             | Dominique Gisin        | Jelena Jakowiszina                          | Noelle Barahona                           | Nicol Gastaldi                                     | Tina Weirather             |
| 2014  | Noelle Barahona            | Noelle Barahona        | Jéromine Géroudet                           | Salomé Báncora                            | Salomé Báncora                                     | Noelle Barahona            |
| 2015  | Noelle Barahona            | Ania Caill             | Noelle Barahona Cara Brown                  | Noelle Barahona                           | Salomé Báncora                                     | Ester Ledecká              |
| 2016  | Ester Ledecká              | Noelle Barahona        | Ester Ledecká                               | María Belén Simari Birkner Nicol Gastaldi | Salomé Báncora                                     | Ester Ledecká              |
| 2017  | Noelle Barahona            | Carmina Pallas         | Aleksandra Prokopjewa                       | Nicol Gastaldi                            | Núria Pau                                          | Aleksandra Prokopjewa      |
| 2018  | Macarena Simari Birkner    | Aleksandra Prokopjewa  | Aleksandra Prokopjewa                       | Andrea Ellenberger                        | Mireia Gutiérrez                                   | –                          |

### Mężczyźni
| Sezon | Klasyfikacja generalna         | Zjazd                          | Supergigant                        | Slalom gigant                  | Slalom                                                                 | Superkombinacja                |
| ----- | ------------------------------ | ------------------------------ | ---------------------------------- | ------------------------------ | ---------------------------------------------------------------------- | ------------------------------ |
| 1994  | Carlos Manuel Bustos           | –                              | Carlos Manuel Bustos               | Carlos Manuel Bustos           | –                                                                      | –                              |
| 1995  | Carlos Manuel Bustos           | Max Rauffer                    | Alberto Senegagliesi Jürgen Hasler | Carlos Manuel Bustos           | Carlos Manuel Bustos                                                   | –                              |
| 1997  | Cristian Javier Simari Birkner | Max Rauffer Paul Accola        | Christopher Puckett                | Cristian Javier Simari Birkner | Cristian Javier Simari Birkner                                         | –                              |
| 1999  | Cristian Javier Simari Birkner | –                              | –                                  | Cristian Javier Simari Birkner | Cristian Javier Simari Birkner                                         | –                              |
| 2000  | Cristian Javier Simari Birkner | Nicolas Burtin                 | Antoine Dénériaz Patrice Manuel    | Cristian Javier Simari Birkner | Cristian Javier Simari Birkner                                         | –                              |
| 2001  | Cristian Javier Simari Birkner | Antoine Dénériaz               | Christophe Saioni                  | Cristian Javier Simari Birkner | Nicolas Arsel                                                          | –                              |
| 2002  | Cristian Javier Simari Birkner | Nicolas Burtin                 | Antoine Tissot                     | Cristian Javier Simari Birkner | Francesco dal Pozzo                                                    | –                              |
| 2003  | Zachary Brown                  | –                              | Steven Nyman                       | Nicolas Burtin                 | Facundo Aguirre                                                        | –                              |
| 2004  | Cristian Javier Simari Birkner | –                              | Peter Fill                         | Cristian Javier Simari Birkner | Cristian Javier Simari Birkner                                         | –                              |
| 2005  | Cristian Javier Simari Birkner | Eric Holmer                    | Cristian Javier Simari Birkner     | Cristian Javier Simari Birkner | Cristian Javier Simari Birkner Jorge Mandrú                            | –                              |
| 2006  | Cristian Javier Simari Birkner | Adrien Théaux Eric Holmer      | Pierre-Emmanuel Dalcin             | Cristian Javier Simari Birkner | Cristian Javier Simari Birkner                                         | Jean-Baptiste Grange           |
| 2007  | Cristian Javier Simari Birkner | Cristian Javier Simari Birkner | Finlay Mickel                      | Cristian Javier Simari Birkner | Cristian Javier Simari Birkner                                         | Matic Skube                    |
| 2008  | Cristian Javier Simari Birkner | Joe Swensson Keith Moffat      | Alek Glebov Andrej Šporn           | Cristian Javier Simari Birkner | Cristian Javier Simari Birkner                                         | Cristian Javier Simari Birkner |
| 2009  | Cristian Javier Simari Birkner | Andrej Šporn                   | Maui Gayme                         | Rafael Anguita                 | Cristian Javier Simari Birkner                                         | Filip Trejbal                  |
| 2010  | Cristian Javier Simari Birkner | Jorge Mandrú                   | Cristian Javier Simari Birkner     | Cristian Javier Simari Birkner | Cristian Javier Simari Birkner                                         | Sebastiano Gastaldi            |
| 2011  | Cristian Javier Simari Birkner | Tobias Stechert                | Boštjan Kline Jeremy Elliot        | Cristian Javier Simari Birkner | Cristian Javier Simari Birkner                                         | –                              |
| 2012  | Cristian Javier Simari Birkner | Andreas Romar                  | Josef Ferstl Gauthier de Tessières | Sebastiano Gastaldi            | Cristian Javier Simari Birkner                                         | –                              |
| 2013  | Cristian Javier Simari Birkner | Josef Ferstl                   | Josef Ferstl Klaus Brandner        | Cristian Javier Simari Birkner | Cristian Javier Simari Birkner                                         | Thomas Mermillod Blondin       |
| 2014  | Klemen Kosi                    | Andrej Šporn                   | Ondřej Bank                        | Sebastiano Gastaldi            | Sebastiano Gastaldi                                                    | Klemen Kosi                    |
| 2015  | Klemen Kosi                    | Boštjan Kline                  | Josef Ferstl                       | Sebastiano Gastaldi            | Armand Marchant Martin Anguita Tomas Birkner de Miguel Federico Vietti | Pawieł Trichiczew              |
| 2016  | Josef Ferstl                   | Thomas Dreßen                  | Josef Ferstl                       | Sebastiano Gastaldi            | Sebastiano Gastaldi                                                    | Martin Čater                   |
| 2017  | Marko Vukićević                | Marko Vukićević                | Jack Gower                         | Sebastiano Gastaldi            | Tomas Birkner de Miguel                                                | Rasmus Windingstad             |
| 2018  | Klemen Kosi                    | Dominik Schwaiger              | Klemen Kosi                        | Cristian Javier Simari Birkner | Cristian Javier Simari Birkner                                         | –                              |

## Statystyki

### Najwięcej zwycięstw
Stan na: 20.09.2018
| Miejsce | Zawodniczka / zawodnik         | Liczba |
| ------- | ------------------------------ | ------ |
| 1.      | Cristian Javier Simari Birkner | 15     |
| 2.      | María Belén Simari Birkner     | 13     |
| 3.      | Carola Calello                 | 3      |
| 3.      | Noelle Barahona                | 3      |
| 3.      | Klemen Kosi                    | 3      |

### Najwięcej zwycięstw w konkurencjach
Stan na: 20.09.2018
| Miejsce | Zawodniczka / zawodnik         | Liczba |
| ------- | ------------------------------ | ------ |
| 1.      | Cristian Javier Simari Birkner | 31     |
| 2.      | María Belén Simari Birkner     | 27     |
| 3.      | Sebastiano Gastaldi            | 8      |
| 3.      | Macarena Simari Birkner        | 8      |
| 5.      | Aleksandra Prokopjewa          | 7      |

### Najwięcej zwycięstw w zawodach
Stan na: 20.09.2018
| Miejsce | Zawodniczka / zawodnik         | Liczba |
| ------- | ------------------------------ | ------ |
| 1.      | Cristian Javier Simari Birkner | 62     |
| 2.      | María Belén Simari Birkner     | 33     |
| 3.      | Macarena Simari Birkner        | 23     |
| 4.      | Ester Ledecká                  | 17     |
| 5.      | Sebastiano Gastaldi            | 13     |
| 5.      | Aleksandra Prokopjewa          | 13     |